# Quadricalcarifera olicaceus
Quadricalcarifera olicaceus är en fjärilsart som beskrevs av M.Gaede. Quadricalcarifera olicaceus ingår i släktet Quadricalcarifera och familjen tandspinnare. Inga underarter finns listade.